# 胡戈·阿尔芬
胡戈·埃米尔·阿尔芬（瑞典語：Hugo Emil Alfvén，1872年5月1日—1960年5月8日），瑞典作曲家，指挥家，小提琴家，画家。早年在斯德哥尔摩音乐学院学习，后长期在乌普萨拉大学任教。阿尔芬主要创作管弦乐作品，尤擅对海景的描绘。其作品配器色彩丰富，常富于民间音乐特色。最著名的作品是第一瑞典狂想曲《仲夏守夜》。

## 外部連結
- 胡戈·阿尔芬的免费乐谱，由国际乐谱典藏计划提供